# Abdolá Nurí
Abdolá Nurí –también transcrito Abdollah Nouri (en persa, عبدالله نوری)– (n. 1950 en Ispahán) es un ulema duodecimano y político reformista iraní. Ha sido ministro del Interior  bajo las presidencias de Hashemí Rafsanyaní y de Mohammad Jatamí, así como diputado en las segunda, tercera y quinta legislaturas de la Asamblea Consultiva Islámica. Fue también la primera personalidad relevante de la vida política iraní post revolucionaria en ser encarcelada por motivos políticos.

## Formación
Nacido en una familia religiosa de Ispahán en febrero de 1950, Abdolá Nurí ingresó a los quince años en los seminarios islámicos de la antigua capital safaví, contándose desde entonces entre los partidarios del ayatolá Jomeini a raíz del enfrentamiento de este con el régimen monárquico y las reformas modernistas de la Revolución Blanca en 1963. En 1966, la politización de los seminarios de Qom hizo que el joven Nurí se trasladase a dicha ciudad, donde lo guiaron en sus estudios religiosos los ayatolás Montazerí, Mazaherí, Nurí Hamedaní, Saneí, entre otros. En las etapas superiores, fue discípulo de los ayatolás Zanyaní y Haerí.

## Actividad política

### Antes de la Revolución
Tras revestir el hábito de alfaquí, se implicó en la lucha política contra el régimen del Shah, lo que lo puso en contacto con el hoyatoleslam Mohammad Montazerí y al segundo hijo del ayatolá Jomeini, Ahmad.

### Años 80: de laradiotelevisióna laGuardia Revolucionaria
Tras el triunfo de la Revolución, Nurí entró en el círculo de confianza del ayatolá Jomeini, aunque siempre mantuvo una distancia respecto al Partido de la República Islámica y en las primeras elecciones presidenciales, en 1980, apoyó la candidatura del finalmente vencedor, Abolhasán Bani Sadr.
Durante la primera década de la República Islámica, la confianza de Jomeini granjeó a Nurí el ejercicio de numerosas responsabilidades políticas: dirección de la radiotelevisión estatal durante cierto tiempo en 1980, puesto de viceministro de exteriores (1980-1981), representación del Líder de la Revolución en diversas instituciones: Comisión de Supervisión del Alto Consejo Judicial, Yihad del Desarrollo (destinado a la construcción de infraestructuras en regiones marginadas) y Guardia Revolucionaria, cuerpo en cuya formación desempeñó un papel relevante. Finalizado este conflicto, Abdolá Nurí fue designado por el ayatolá Jomeini para formar parte de la comisión encargada de revisar la constitución iraní. Nurí fue también elegido como diputado del pueblo de Ispahán en la tercera legislatura de la Asamblea Consultiva Islámica (1988-1992).

### Destitución deldelfínMontazerí
Siendo Nurí persona de confianza tanto de Jomeini como de su sucesor designado, el marya-e taqlid Montazerí, al caer este en desgracia en 1989 resultó encargado de hacer llegar la correspondencia entre las dos principales referencias político-religiosas del estado iraní. Años más tarde, Nurí pondría en entredicho ante instancias judiciales extraordinarias la versión comúnmente aceptada oficialmente en Irán sobre tal caída en desgracia, y pondría a disposición de Montazerí y sus partidarios amplio espacio en el diario que dirigía, Jordad, para que les sirviera de tribuna de oposición.

### Presidencias de Rafsanyaní (1989-1997)
Designado ministro de interior por Hashemí Rafsanyaní, primer presidente tras la guerra, concentró sus esfuerzos en unificar los distintos cuerpos de tipo policial y parapolicial que operaban en el país en una institución de fuerzas de seguridad oficiales de nuevo cuño, hallando considerable resistencia por parte de grupos armados relativamente autónomos que deseaban conservar parcelas independientes de influencia en el mantenimiento del orden público.
Nurí no formó parte del segundo gobierno de Rafsanyaní, pero el partido de este apoyó su candidatura cuando en 1995 se presentó a las elecciones legislativas por la circunscripción de Teherán, obtuvo un acta de diputado y alcanzó la presidencia de la fracción minoritaria de la Asamblea Consultiva Islámica. Durante este período, el ulema de Ispahán integró durante dos períodos el Consejo de Discernimiento del Interés del Estado.

### Ministro de Mohammad Jatamí (1997-1999)
Con el acceso a la presidencia del reformista Mohammad Jatamí, antiguo compañero de gabinete como ministro de cultura y guía islámica en el primer gobierno Rafsanyaní, Nurí retornó al ministerio de interior, designando esta vez como prioridad someter a la autoridad del gobierno las fuerzas policiales, sacándolas del control informal del Líder Supremo, Alí Jamenei. En el contexto de este conflicto institucional, Abdolá Nurí se negó a asumir la seguridad de los jefes de Estado asistentes a la cumbre de la Conferencia Islámica, celebrada en Teherán en otoño de 1997. Fue también polémica su liberalidad relativa a la hora de conceder permisos a distintas asociaciones políticas para realizar eventos, pese a que estos se veían a menudo enturbiados por la intervención violenta de grupos parapoliciales.
Nurí no finalizó su mandato ministerial tras apartarlo del cargo en 1988 una moción de destitución llevada a cabo por un Machles de mayoría conservadora, motivada en «el fomento de tensiones en vez de seguridad en el seno de la sociedad, las destituciones y designaciones, la defensa de Golam Hosein Karbaschí (alcalde de Teherán acusado de desviación de fondos con fines partidistas) y las carencias de seguridad en Nayafabad y las regiones fronterizas». Su destitución ha sido elogiada por miembros destacados de la derecha islámica conservadora en tanto que parte de un esfuerzo del Machles por contrarrestar la labor de "derribo" del sistema político efectuada por los reformistas. La sesión de destitución se celebró el día en que la selección iraní batió a la estadounidense en el Mundial de Fútbol. El presidente Jatamí reintegró con celeridad a Nurí en el equipo de gobierno con el cargo de consejero político).

### El diarioJordad
Tras su expulsión del ejecutivo, Nurí se consagró a la crítica de los poderes fácticos iraníes como redactor jefe del diario Jordad, periódico bautizado con el nombre del tercer mes del calendario persa en que Jatamí accedió a la presidencia, que desafiaba las «líneas rojas» de la política iraní al brindar una tribuna a corrientes excluidas de las instituciones de la República Islámica desde hacía años: figuras de la sensibilidad «nacionalista-religiosa» (melli-mazhabí) como Alireza Rayaí o intelectuales religiosos críticos como Morteza Mardihá, Akbar Ganyí o Emadoddín Baqí, cercanos al liderazgo espiritual del ayatolá Montazerí. El diario desarrollaba una línea islámica renovadora, en conflicto con la interpretación del Islam dominante en Irán tras la revolución de 1979. Por primera vez desde la caída del régimen monárquico se oye hablar públicamente en Irán de paz con Israel. El diario Jordad fue también uno de los más activos en la denuncia de los asesinatos de intelectuales que se producían en Irán desde 1988 y se habían recrudecido en los últimos meses. Fue destacado el papel en esta denuncia de Baqí y Ganyí, gracias a sus contactos en el ministerio de Inteligencia. Jordad fue así en parte responsable de la dimisión forzada del ministro Gorbanalí Dorrí Nayafabadí, el 19 de diciembre de 2000.

### Juicio en elTribunal Extraordinario del Clero
La labor periodística de Nurí llevó a su citación ante un Tribunal Extraordinario del Clero, acusado de blasfemias contra el islam, injurias al fundador de la República Islámica, difamación con objeto de perturbar el orden público y activismo propagandístico contra el régimen sagrado de la República Islámica. Su enjuiciamiento coincidió con el veto a su candidatura parlamentaria en las elecciones de 2000. En la vista, Nurí comenzó negando legitimidad al tribunal y se esforzó por convertir la vista en un juicio público por los asesinatos de intelectuales, llegando a acusar explícitamente al ministro Dorrí Nayafabadí y su predecesor Alí Falahián de estar implicados y de ser responsables de comunicar a los «ejecutores» los «decretos de apostasía». Nurí se pronunció en contra de una política hostil frente a Israel en caso de que el pueblo palestino quisiera la paz y defendió el derecho a la libre actividad política del ayatolá Montazerí y el histórico Movimiento por la Libertad de Irán. El juicio fue reflejado de manera extensa por medios de comunicación internacionales. El jurado juzgó culpable a Nurí que fue condenado en noviembre de 1999 a cinco años de cárcel, cinco de inhabilitación para ejercer como redactor en jefe de prensa y quince millones de riales de multa. La condena suscitó numerosas reacciones nacionales e internacionales, incluidas las protestas de la Unión Europea y Amnistía Internacional. Un grupo de intercesión compuesto por el expresidente Rafsanyaní, el entonces presidente Jatamí y los dirigentes reformistas Mehdí Karrubí y Musaví Joeinihá obtuvieron del ayatolá Jameneí el indulto a condición de que Nurí no hiciera pública su defensa, a lo que este no se avino. La condena quedó ratificada por las palabras del Líder Supremo, que calificó públicamente a Nurí de «engañado digno de compasión» y lo acusó de «repetir las palabras del enemigo». El New York Times reflejó la calificación del exministro de «Martín Lutero de Irán», Asharq al-Awsat estimó que Nurí «abría el camino para el fin del jomeinismo», equiparándolo a un «Borís Yeltsin de Irán».

### Tras la cárcel
El 31 de octubre de 2002, Alireza Nurí, hermano de Abdolá, falleció en accidente de tráfico, el exministro recibió permiso para acudir a sus exequias y una carta de los parlamentarios reformistas al Líder Supremo logró que no reingresara en prisión. Libre, Nurí redujo sus actividades políticas a encuentros mensuales de exégesis religiosa de orientación reformista, valiéndole esta retirada de la política activa el apelativo de “sheij callado” (sheij-e jamush). Ya en 2000 se había abstenido de apoyar la candidatura a la reelección de Jatamí y en 2005 se contó entre los partidarios del boicot electoral. En 2009, su nombre fue barajado como posible candidato reformista frente al presidente saliente Mahmud Ahmadineyad, planteando como condición para presentarse que en caso de ser rechazada su candidatura por el Consejo de Guardianes, los grupos reformistas que lo apoyaban boicotearían abiertamente las elecciones.
Nurí boicoteó las elecciones parlamentarias de 2012, pero desde principio de verano del mismo año comenzó a realizar apariciones públicas y declaraciones, al tiempo que círculos reformistas publicitaban una posible candidatura suya para las elecciones presidenciales previstas para la primavera de 2013, eventualidad descartada sin embargo por el interesado. Entre los posicionamientos de Nurí en esta etapa, cabe reseñar su oposición al deslinde entre la facción reformista y el “movimiento verde” aun  recalcando que «el objetivo de la corriente reformista no es la caída del régimen», el énfasis en la liberación de los presos políticos, incluidos Mir Hosein Musaví y Mehdí Karrubí y el sometimiento a plebiscito nacional de los proyectos de industria nuclear iraní, propuesta ya realizada en 2007 por la premio nobel de la paz Shirín Ebadí.
El 18 de junio de 2013, Nurí publicó una carta abierta al recién elegido presidente de Irán Hasán Rouhaní, pidiéndole que, con vistas a la «reconciliación nacional», estableciese como prioridad la liberación de Mehdí Karrubí, Mir Hosein Musaví, Zahrá Rahnavard y los demás presos políticos iraníes.